# Promozione Lombardia 1955-1956
La Promozione fu il massimo campionato regionale di calcio disputato in Lombardia nella stagione 1955-1956.
A ciascun girone, che garantiva al suo vincitore la promozione in IV Serie a condizione di soddisfare le condizioni economiche richieste dai regolamenti, partecipavano sedici squadre, ed era prevista la retrocessione delle quattro peggio piazzate, anche se erano possibili aggiustamenti automatici per ripartire fra le appropriate sedi locali le squadre discendenti dalla IV Serie.

## Girone A

### Squadre partecipanti
| Squadra                 | Città (provincia)         | Stagione precedente |
| ----------------------- | ------------------------- | ------------------- |
| A.C. Angelo Antonini    | Sarezzo (BS)              |                     |
| U.S. Aurora Travagliato | Travagliato (BS)          |                     |
| U.S. Breno              | Breno (BS)                |                     |
| U.S. Clusone            | Clusone (BG)              |                     |
| Pol. Darfense           | Darfo Boario Terme (BS)   |                     |
| U.S. Fiorita Pagliarini | Romano di Lombardia (BG)  |                     |
| U.S. Gandinese          | Gandino (BG)              |                     |
| U.S. Gazzaniga          | Gazzaniga (BG)            |                     |
| A.S.C. Leffe            | Leffe (BG)                |                     |
| U.S. Nembrese           | Nembro (BG)               |                     |
| U.S. Nossese            | Ponte Nossa (BG)          |                     |
| A.S. Orceana            | Orzinuovi (BS)            |                     |
| U.S. Ponte San Pietro   | Ponte San Pietro (BG)     |                     |
| U.S. Rovatese           | Rovato (BS)               |                     |
| A.C. Toscolano Maderno  | Toscolano Maderno (BS)    |                     |
| U.S. Villanovese        | Villanuova sul Clisi (BS) |                     |

### Classifica finale
|  | Pos. | Squadra                | Pt | G  | V  | N  | P  | GF | GS | DR  |
|  | ---- | ---------------------- | -- | -- | -- | -- | -- | -- | -- | --- |
|  | 1.   | Aurora Travagliato     | 46 | 30 | 20 | 6  | 4  | 53 | 32 | +21 |
|  | 2.   | Ponte San Pietro       | 43 | 30 | 19 | 5  | 6  | 71 | 34 | +37 |
|  | 3.   | Breno                  | 38 | 30 | 16 | 6  | 8  | 54 | 43 | +11 |
|  | 4.   | Leffe                  | 36 | 30 | 15 | 6  | 9  | 53 | 43 | +10 |
|  | 5.   | Villanovese            | 32 | 30 | 13 | 6  | 11 | 49 | 40 | +9  |
|  | 6.   | Toscolano Maderno (-1) | 29 | 30 | 11 | 8  | 11 | 46 | 48 | -2  |
|  | 7.   | Angelo Antonini        | 28 | 30 | 10 | 8  | 12 | 41 | 39 | +2  |
|  | 7.   | Clusone                | 28 | 30 | 10 | 8  | 12 | 44 | 49 | -5  |
|  | 7.   | Fiorita Pagliarini     | 28 | 30 | 10 | 8  | 12 | 47 | 54 | -7  |
|  | 10.  | Darfense               | 27 | 30 | 11 | 5  | 14 | 46 | 44 | +2  |
|  | 11.  | Rovatese               | 26 | 30 | 8  | 10 | 12 | 37 | 47 | -10 |
|  | 12.  | Nembrese               | 25 | 30 | 6  | 13 | 11 | 43 | 47 | -4  |
|  | 12.  | Gazzaniga              | 25 | 30 | 8  | 9  | 13 | 37 | 46 | -9  |
|  | 12.  | Nossese                | 25 | 30 | 10 | 5  | 15 | 41 | 53 | -12 |
|  | 15.  | Orceana                | 23 | 30 | 9  | 5  | 16 | 39 | 53 | -14 |
|  | 16.  | Gandinese              | 20 | 30 | 7  | 6  | 17 | 29 | 58 | -29 |

Legenda:
      Ammesso alle finali regionali.
      Retrocesso in Prima Categoria.
Regolamento:
Due punti a vittoria, uno a pareggio, zero a sconfitta.
Pari merito in caso di pari punti e spareggi in caso di pari punti in zona promozione e retrocessione.
Note:
Toscolano Maderno ha scontato 1 punto di penalizzazione in classifica per una rinuncia.

## Girone B

### Squadre partecipanti
| Squadra                          | Città (provincia)    | Stagione precedente |
| -------------------------------- | -------------------- | ------------------- |
| U.S. Aurora Desio 1922           | Desio (MI)           |                     |
| A.C. Calolziocorte               | Calolziocorte (BG)   |                     |
| U.S. Caratese                    | Carate Brianza (MI)  |                     |
| A.S. Cesano Maderno              | Cesano Maderno (MI)  |                     |
| U.S. Chiavennese                 | Chiavenna (SO)       |                     |
| G.S. Concorezzese                | Concorezzo (MI)      |                     |
| U.S. Cusano Milanino             | Cusano Milanino (MI) |                     |
| S.S. Luciano Manara              | Barzanò (CO)         |                     |
| U.S. Morbegnese                  | Morbegno (SO)        |                     |
| U.S. Novese                      | Nova Milanese (MI)   |                     |
| U.S. Paderno Dugnano             | Paderno Dugnano (MI) |                     |
| Seregno F.B.C.                   | Seregno (MI)         |                     |
| E.N.A.L. Snia Viscosa Sez.Calcio | Cesano Maderno (MI)  |                     |
| Sondrio Sportiva                 | Sondrio              |                     |
| U.S. Vimercatese                 | Vimercate (MI)       |                     |
| U.S. Vis Casatese                | Casatenovo (CO)      |                     |

### Classifica finale
|  | Pos. | Squadra         | Pt | G  | V  | N | P  | GF | GS | DR  |
|  | ---- | --------------- | -- | -- | -- | - | -- | -- | -- | --- |
|  | 1.   | Seregno         | 52 | 30 | 23 | 6 | 1  | 54 | 11 | +43 |
|  | 2.   | Vimercatese     | 49 | 30 | 22 | 5 | 3  | 73 | 11 | +62 |
|  | 3.   | Sondrio         | 42 | 30 | 18 | 6 | 6  | 61 | 28 | +33 |
|  | 4.   | Cesano Maderno  | 34 | 30 | 14 | 6 | 10 | 54 | 37 | +17 |
|  | 4.   | Concorezzese    | 34 | 30 | 13 | 8 | 9  | 50 | 44 | +6  |
|  | 6.   | Cusano Milanino | 33 | 30 | 13 | 7 | 10 | 43 | 45 | -2  |
|  | 7.   | Vis Casatese    | 32 | 30 | 12 | 8 | 10 | 47 | 38 | +9  |
|  | 8.   | Morbegnese      | 31 | 30 | 12 | 7 | 11 | 53 | 52 | +1  |
|  | 9.   | Calolziocorte   | 30 | 30 | 12 | 6 | 12 | 44 | 53 | -9  |
|  | 10.  | Snia Viscosa    | 27 | 30 | 9  | 9 | 12 | 38 | 47 | -9  |
|  | 10.  | Chiavennese     | 27 | 30 | 9  | 9 | 12 | 39 | 54 | -15 |
|  | 12.  | Aurora Desio    | 22 | 30 | 7  | 8 | 15 | 33 | 51 | -18 |
|  | 12.  | Caratese        | 22 | 30 | 7  | 8 | 15 | 35 | 57 | -22 |
|  | 14.  | Luciano Manara  | 18 | 30 | 5  | 8 | 17 | 35 | 60 | -25 |
|  | 15.  | Paderno Dugnano | 16 | 30 | 6  | 4 | 20 | 39 | 77 | -38 |
|  | 16.  | Novese          | 11 | 30 | 3  | 5 | 22 | 20 | 53 | -33 |

Legenda:
      Ammesso alle finali regionali.
      Retrocesso in Prima Categoria.
Regolamento:
Due punti a vittoria, uno a pareggio, zero a sconfitta.
Pari merito in caso di pari punti e spareggi in caso di pari punti in zona promozione e retrocessione.

## Girone C

### Squadre partecipanti
| Squadra                        | Città (provincia)      | Stagione precedente |
| ------------------------------ | ---------------------- | ------------------- |
| A.S. Abbiategrasso             | Abbiategrasso (MI)     |                     |
| U.S. Arlunese                  | Arluno (MI)            |                     |
| U.S. Bustese                   | Busto Garolfo (MI)     |                     |
| A.C. Cassano d'Adda            | Cassano d'Adda (MI)    |                     |
| A.S.C. Cinisello               | Cinisello Balsamo (MI) |                     |
| F.B.C. Corbetta                | Corbetta (MI)          |                     |
| A.S. Erminio Giana             | Gorgonzola (MI)        |                     |
| U.S. Inveruno                  | Inveruno (MI)          |                     |
| A.S. Magenta                   | Magenta (MI)           |                     |
| C.S. Pirelli                   | Milano-Bicocca         |                     |
| U.S. Olimpia Caravaggio        | Caravaggio (BG)        |                     |
| A.S. Rivoltana                 | Rivolta d'Adda (CR)    |                     |
| C.S. Trevigliese               | Treviglio (BG)         |                     |
| S.S. Tritium                   | Trezzo sull'Adda (MI)  |                     |
| U.S. Veltro                    | Caravaggio (BG)        |                     |
| A.C. Olimpica Verdellese (ACO) | Verdello (BG)          |                     |

### Classifica finale
|  | Pos. | Squadra            | Pt | G  | V  | N | P  | GF | GS | DR  |
|  | ---- | ------------------ | -- | -- | -- | - | -- | -- | -- | --- |
|  | 1.   | Corbetta           | 46 | 30 | 20 | 6 | 4  | 63 | 23 | +40 |
|  | 2.   | Olimpia Caravaggio | 37 | 30 | 14 | 9 | 7  | 47 | 35 | +12 |
|  | 3.   | Abbiategrasso      | 36 | 30 | 14 | 8 | 8  | 45 | 34 | +11 |
|  | 4.   | Magenta            | 35 | 30 | 15 | 5 | 10 | 42 | 31 | +11 |
|  | 5.   | Arlunese           | 33 | 30 | 12 | 9 | 9  | 52 | 42 | +10 |
|  | 5.   | Tritium            | 33 | 30 | 12 | 9 | 9  | 46 | 38 | +8  |
|  | 7.   | Cassano            | 32 | 30 | 12 | 8 | 10 | 44 | 41 | +3  |
|  | 8.   | Verdellese         | 28 | 30 | 11 | 6 | 13 | 44 | 45 | -1  |
|  | 8.   | Rivoltana          | 28 | 30 | 10 | 8 | 12 | 46 | 48 | -2  |
|  | 8.   | Trevigliese        | 28 | 30 | 11 | 6 | 13 | 37 | 47 | -10 |
|  | 11.  | Pirelli            | 26 | 30 | 10 | 6 | 14 | 42 | 43 | -1  |
|  | 11.  | Inveruno           | 26 | 30 | 9  | 8 | 13 | 35 | 48 | -13 |
|  | 13.  | Veltro Caravaggio  | 25 | 30 | 10 | 5 | 15 | 43 | 51 | -8  |
|  | 14.  | Cinisello          | 24 | 30 | 9  | 6 | 15 | 43 | 58 | -15 |
|  | 15.  | Erminio Giana      | 24 | 30 | 10 | 4 | 16 | 42 | 54 | -12 |
|  | 16.  | Bustese            | 19 | 30 | 7  | 5 | 18 | 51 | 84 | -33 |

Legenda:
      Ammesso alle finali regionali.
      Retrocesso in Prima Categoria.
Regolamento:
Due punti a vittoria, uno a pareggio, zero a sconfitta.
Pari merito in caso di pari punti e spareggi in caso di pari punti in zona promozione e retrocessione.

### Spareggio salvezza
|           | Risultato |               | Luogo e data              |
| --------- | --------- | ------------- | ------------------------- |
| Cinisello | 1 - 1     | Erminio Giana | Vimercate, 10 giugno 1956 |
|           |           |               |                           |

#### Ripetizione
|           | Risultato |               | Luogo e data               |
| --------- | --------- | ------------- | -------------------------- |
| Cinisello | 2 - 1     | Erminio Giana | Concorezzo, 17 giugno 1956 |
|           |           |               |                            |

## Girone D

### Squadre partecipanti
| Squadra                        | Città (provincia)       | Stagione precedente |
| ------------------------------ | ----------------------- | ------------------- |
| C.R.A.L. A.T.M. Sezione Calcio | Milano                  |                     |
| U.S. Cairatese                 | Cairate (VA)            |                     |
| U.S. Caronnese                 | Caronno Pertusella (VA) |                     |
| Pol. Gaviratese                | Gavirate (VA)           |                     |
| U.S. Gerenzanese               | Gerenzano (VA)          |                     |
| U.S. Lonatese                  | Lonate Pozzolo (VA)     |                     |
| F.B.C. Luino                   | Luino (VA)              |                     |
| G.S. Magazzini Standa          | Milano-Bovisa           |                     |
| U.S. Malnatese                 | Malnate (VA)            |                     |
| U.S. Niguardese                | Milano-Niguarda         |                     |
| A.C. Parabiago                 | Parabiago (MI)          |                     |
| U.S. Rescaldinese              | Rescaldina (MI)         |                     |
| G.S. Salus et Virtus           | Turate (CO)             |                     |
| A.S. Solbiatese                | Solbiate Arno (VA)      |                     |
| S.S. Sommese                   | Somma Lombardo (VA)     |                     |
| F.C. Vedanese                  | Vedano Olona (VA)       |                     |

### Classifica finale
|  | Pos. | Squadra          | Pt | G  | V  | N  | P  | GF | GS | DR  |
|  | ---- | ---------------- | -- | -- | -- | -- | -- | -- | -- | --- |
|  | 1.   | Malnatese        | 43 | 30 | 17 | 9  | 4  | 52 | 26 | +26 |
|  | 2.   | Gaviratese       | 42 | 30 | 16 | 10 | 4  | 44 | 22 | +22 |
|  | 2.   | Rescaldinese     | 40 | 30 | 17 | 6  | 7  | 60 | 32 | +28 |
|  | 4.   | A.T.M.           | 33 | 30 | 12 | 9  | 9  | 36 | 32 | +4  |
|  | 5.   | Parabiago        | 32 | 30 | 13 | 6  | 11 | 51 | 42 | +11 |
|  | 5.   | Luino            | 32 | 30 | 12 | 8  | 10 | 54 | 48 | +6  |
|  | 5.   | Solbiatese       | 32 | 30 | 12 | 8  | 10 | 52 | 55 | -3  |
|  | 8.   | Niguardese       | 30 | 30 | 11 | 8  | 11 | 48 | 43 | +5  |
|  | 9.   | Gerenzanese      | 28 | 30 | 9  | 11 | 10 | 44 | 45 | -1  |
|  | 9.   | Vedanese         | 28 | 30 | 10 | 8  | 12 | 41 | 46 | -5  |
|  | 11.  | Sommese          | 27 | 30 | 10 | 7  | 13 | 33 | 36 | -3  |
|  | 12.  | Lonatese         | 25 | 30 | 9  | 7  | 14 | 38 | 55 | -17 |
|  | 13.  | Caronnese        | 24 | 30 | 8  | 8  | 14 | 42 | 55 | -13 |
|  | 13.  | Magazzini Standa | 24 | 30 | 5  | 14 | 11 | 30 | 43 | -13 |
|  | 15.  | Cairatese        | 21 | 30 | 8  | 5  | 17 | 29 | 48 | -19 |
|  | 16.  | Salus et Virtus  | 18 | 30 | 5  | 8  | 17 | 37 | 63 | -26 |

Legenda:
      Ammesso alle finali regionali.
      Retrocesso in Prima Categoria.
Regolamento:
Due punti a vittoria, uno a pareggio, zero a sconfitta.
Pari merito in caso di pari punti e spareggi in caso di pari punti in zona promozione e retrocessione.

## Girone E

### Squadre partecipanti
| Squadra               | Città (provincia)          | Stagione precedente |
| --------------------- | -------------------------- | ------------------- |
| A.C. Banca del Lavoro | Milano                     |                     |
| U.S. Casalese         | Casalmaggiore (CR)         |                     |
| F.B.C. Casteggio      | Casteggio (PV)             |                     |
| A.S. Castelnovese     | Castelnuovo Scrivia (AL)   |                     |
| A.C. Codogno          | Codogno (MI)               |                     |
| U.S. Fiorenzuola      | Fiorenzuola d'Arda (PC)    |                     |
| Pol. Livraga          | Livraga (MI)               |                     |
| U.S. Melegnanese      | Melegnano (MI)             |                     |
| U.S. Pergolettese     | Crema (CR)                 |                     |
| U.S. Pizzighettonese  | Pizzighettone (CR)         |                     |
| A.C. Pro Casale       | Casalpusterlengo (MI)      |                     |
| A.C. Pro Piacenza     | Piacenza                   |                     |
| C.S. Rizzoli          | Milano                     |                     |
| A.S. Sant'Angelo      | Sant'Angelo Lodigiano (MI) |                     |
| S.S. Siemens          | Milano                     |                     |
| U.S. Soresinese       | Soresina (CR)              |                     |

### Classifica finale
|  | Pos. | Squadra          | Pt | G  | V  | N  | P  | GF | GS | DR  |
|  | ---- | ---------------- | -- | -- | -- | -- | -- | -- | -- | --- |
|  | 1.   | Casalese         | 43 | 30 | 18 | 7  | 5  | 46 | 26 | +20 |
|  | 2.   | Codogno          | 37 | 30 | 15 | 7  | 8  | 58 | 40 | +18 |
|  | 3.   | Soresinese       | 36 | 30 | 12 | 12 | 6  | 46 | 36 | +10 |
|  | 4.   | Rizzoli          | 35 | 30 | 12 | 11 | 7  | 51 | 44 | +7  |
|  | 5.   | Fiorenzuola      | 34 | 30 | 13 | 8  | 9  | 58 | 39 | +19 |
|  | 6.   | Siemens          | 31 | 30 | 11 | 9  | 10 | 45 | 40 | +5  |
|  | 7.   | Melegnanese      | 30 | 30 | 12 | 6  | 12 | 46 | 44 | +2  |
|  | 7.   | Banca del Lavoro | 30 | 30 | 11 | 8  | 11 | 32 | 34 | -2  |
|  | 7.   | Sant'Angelo      | 30 | 30 | 12 | 6  | 12 | 41 | 51 | -10 |
|  | 10.  | Livraga          | 28 | 30 | 9  | 10 | 11 | 46 | 48 | -2  |
|  | 10.  | Pro Casale       | 28 | 30 | 9  | 10 | 11 | 35 | 41 | -6  |
|  | 12.  | Casteggio        | 27 | 30 | 9  | 9  | 12 | 54 | 57 | -3  |
|  | 13.  | Castelnovese     | 26 | 30 | 11 | 4  | 15 | 42 | 59 | -17 |
|  | 14.  | Pizzighettonese  | 24 | 30 | 8  | 8  | 14 | 45 | 48 | -3  |
|  | 15.  | Pergolettese     | 22 | 30 | 7  | 8  | 15 | 28 | 42 | -14 |
|  | 16.  | Pro Piacenza     | 19 | 30 | 7  | 5  | 18 | 29 | 53 | -24 |

Legenda:
      Ammesso alle finali regionali.
      Retrocesso in Prima Categoria.
Regolamento:
Due punti a vittoria, uno a pareggio, zero a sconfitta.
Pari merito in caso di pari punti e spareggi in caso di pari punti in zona promozione e retrocessione.

## Finali per il titolo regionale

### Quarti di finale
| Squadra 1          | Totale | Squadra 2 | Andata    | Ritorno  |
| ------------------ | ------ | --------- | --------- | -------- |
|                    |        |           | 27/5/1956 | 3/6/1956 |
| Aurora Travagliato | 1 - 7  | Casalese  | 0 - 0     | 1 - 7    |

### Semifinali
| Squadra 1 | Totale | Squadra 2 | Andata    | Ritorno   |
| --------- | ------ | --------- | --------- | --------- |
|           |        |           | 10/6/1956 | 17/6/1956 |
| Malnatese | 0 - 0  | Casalese  | n.d.      | n.d.      |
| Corbetta  | 2 - 1  | Seregno   | 2 - 0     | 0 - 1     |

### Finali
| Squadra 1 | Totale | Squadra 2 | Andata    | Ritorno  |
| --------- | ------ | --------- | --------- | -------- |
|           |        |           | 24/6/1956 | 1/7/1956 |
| Casalese  | 1 - 4  | Corbetta  | 0 - 2     | 1 - 2    |

### Libri
- Annuario 1955-1956 della F.I.G.C. - Roma (1956).
- Giovanni Gardani, La chiamavano polisportiva - 1909-2009 - Cento anni di Casalese, Cremona, Edizioni Info.Media Srl, ottobre 2009,  pp. dvd con classifiche in formato documento.